# Suregada croizatiana
Suregada croizatiana är en törelväxtart som beskrevs av J.Leonard. Suregada croizatiana ingår i släktet Suregada och familjen törelväxter.
Artens utbredningsområde är Kongo-Kinshasa. Inga underarter finns listade i Catalogue of Life.